# Ananda Marga
 (juillet 2009).
Si vous disposez d'ouvrages ou d'articles de référence ou si vous connaissez des sites web de qualité traitant du thème abordé ici, merci de compléter l'article en donnant les références utiles à sa vérifiabilité et en les liant à la section « Notes et références ».
Pour les articles homonymes, voir Ananda, Marga et AMPS.

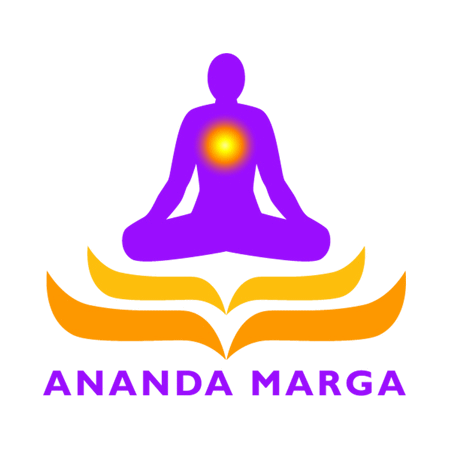

Ananda Marga est le nom d'usage d'un mouvement philosophique récent, basé en Inde "Ánanda Márga Pracáraka Sangha" fondé par Prabhat Ranjan Sarkar dont l'objectif est « d'instaurer un esprit d'amour universel » grâce entre autres à une pratique spirituelle yoguique régulière et assidue, la pratique d'une vie morale et un investissement actif de ses membres - notamment bénévole - dans la vie sociale dans une perspective progressiste. 
Ánanda Márga propage une spiritualité sans dogmes et encourage le partage et l'utilisation rationnelle des ressources pour le bonheur de tous.

## Activités
Ses activités comprennent essentiellement : 
- L'enseignement bénévole et la pratique individuelle et collective de la méditation, des pratiques yoguiques associées ainsi que l'enseignement et la propagation de la philosophie du Yoga.
- L'engagement dans des activités bénévoles :
  - humanitaires de secours et de développement (à travers l'ONG AMURT, l'"équipe de secours universel d'Ánanda Márga")
  - au service des animaux et des plantes en danger (à travers l'association PCAP (Prévention de la Cruauté envers les Animaux et les Plantes)
  - d'encouragement des activités artistiques et littéraires (dans RAWA (Association "Renaissance" des artistes et écrivains)
  - d'encouragement des activités et recherches intellectuelles (dans R.U. (Renaissance universelle))

Ananda est un mot sanskrit qui signifie Béatitude. Márga est un mot sanskrit qui désigne la voie spirituelle. Ánanda-márga signifie littéralement : "La voie qui conduit vers la Béatitude", traduit généralement par "La Voie de la Félicité".
La devise sanscrite d'Ánanda Márga est :
Átma-moks'ártham' jagaddhitáya ca
"[Agir] Pour son propre salut et pour le bien-être de tout l'univers".